# Ononis hirta
Ononis hirta é uma espécie de planta com flor pertencente à família Fabaceae. 
A autoridade científica da espécie é Poir., tendo sido publicada em Encycl. Suppl. 1: 741 (1811).

## Portugal
Trata-se de uma espécie presente no território português, nomeadamente em Portugal Continental.
Em termos de naturalidade é nativa da região atrás indicada.

## Protecção
Não se encontra protegida por legislação portuguesa ou da Comunidade Europeia.